# Бондаренко Юрій Іванович (художник)
Юрій Іванович Бондаренко (*21 квітня 1942, м. Курган, Курганська область, Росія) — український художник-графік. Заслужений діяч мистецтв УРСР з 1990 року, член Спілки художників України з 1971 року.

## Біографічні відомості
У 1966 році закінчив Київський художній інститут, з 1970 працює в ньому. Навчався у Василя Касіяна і Т. Лящука, у творчій майстерні Академії мистецтв СРСР під керівництвом Михайла Дерегуса.
Працює в галузях станкової та книжкової графіки, плаката. Його творам притаманні поетично-романтична образність, експресійність форми, асоціативність зображальної мови, виявлення гуманістичного пафосу тощо.
На педагогічній роботі у Національній академії образотворчого мистецтва і архітектури з 1970 року, з 1986 — завідувач кафедри рисунка, з 1994 — професор.

## Художні твори
- «Запорізька Січ» (1968)
- «Хліб» (1969)
- «Їхав козак за Дунай» (1970)
- «Лісовичок» (1971)
- «І. Котляревський» (1971)
- «Зачароване коло» (1990)
- «Спогади» (1993)
- «Гучна тиша» (1993)
- «Портрет гетьмана» (1994)
- «Спогади про Венецію» (1998)
- «Ті, що біжать» (1998)

## Ілюстрації
- до повістей та оповідань Віктора Александрова «Белые крылья» (1977);
- до історичної поеми про Ярослава Мудрого Леоніда Горлача «Ніч у Вишгороді» (1982);
- до збірки поезій Миколи Вінграновського «Губами теплими і оком золотим» (1984)